# Sportivo Barracas
Sportivo Barracas Bolívar, zwany często Sportivo Barracas lub Barracas Bolívar, jest klubem piłkarskim z siedzibą w mieście Bolívar leżącym w prowincji Buenos Aires.

## Osiągnięcia
- Mistrz Argentyny: 1932
- Mistrz piątej ligi argentyńskiej Primera D Metropolitana: 2003/2004

## Historia
Klub założony został 30 października 1913 roku w Buenos Aires w dzielnicy Barracas. W roku 1914 ze Sportivo Barracas połączył się klub Riachuelo.
W czasach futbolu amatorskiego Sportivo Barracas zaliczał się do największych potęg wśród argentyńskich klubów, a mecze swoje rozgrywał na słynnym stadionie Estadio Sportivo Barracas. Gdy w roku 1931 największe kluby przeszły na futbol zawodowy, Sportivo Barracas jako jedyny spośród wielkich klubów postanowił pozostać przy futbolu amatorskim i w następnym roku 1932 zdobył mistrzostwo Argentyny. Jednak w 1935 roku rozpoczęła działalność liga zawodowa, i odtąd mistrzowie ligi zawodowej zdobywali oficjalne miano mistrza kraju, natomiast rozgrywki lig amatorskich straciły swoje dotychczasowe znaczenie. Wkrótce dla Sportivo Barracas nadeszły chude lata, a znaczenie klubu malało. Doszło do zmiany siedziby - z powodów finansowych klub przeniósł się z Buenos Aires do miasta Bolívar, zmieniając przy tym nazwę ze Sportivo Barracas na Sportivo Barracas Bolívar. W sezonie 2005/06 klub był bliski awansu do trzeciej ligi Primera B Metropolitana, przegrał jednak decydujące mecze z Argentino Rosario. Tak więc obecnie klub występuje w czwartej lidze argentyńkiej Primera C Metropolitana, a swoje mecze domowe rozgrywa na skromnym Estadio Municipal de Bolívar.